# Lydia Jane Wheeler Peirson
Lydia Jane Wheeler Peirson (ur. 1802 w Middletown w stanie Connecticut, zm. 1862) – poetka amerykańska. 
Urodziła się jako Lydia Jane Wheeler w miejscowości Middletown w stanie Connecticut. Jej ojciec był miłośnikiem poezji i zachęcał ją do pisania wierszy. 
Kiedy miała 17 lat, razem z rodziną przeniosła się do miejscowości Canandaigua w stanie Nowy Jork. Dwa lata później wyszła za mąż. Przeprowadziła się wtedy do osady Liberty, położonej w Tioga County, jednej z najbardziej odludnych okolic stanu Pensylwania. Zamieszkała w chacie w lesie, pięć mil od najbliższego obejścia i dwadzieścia mil od sklepu.
Stała się znana, gdy sędzia Ellis Lewis przeczytał jej pisma. Z racji miejsca zamieszkania nazywano ją The Forest Minstrel, od tytułu jej drugiego tomiku.